# القوس الأخلاقي
كتاب القوس الأخلاقي: كيف يقود العلم الإنسانية نحو الحقيقة والعدالة والحرية (بالإنجليزية: The Moral Arc: How Science Leads Humanity Toward Truth, Justice, and Freedom)‏، للكاتب الأمريكي مايكل شارمر، تمّ نشر الكتاب في عام 2015. يصف ستيفن بينكر الكتاب بأنه تكملة لكتاب الملائكة الأفضل لطبيعتنا البشرية.
استغرق الكتاب أربع سنوات من البحث والكتابة، وتم تسميته بعد اقتباس من خطاب مارتن لوثر كينغ الابن (How Long, Not Long).
يعرض مايكل شارمر في كتابه الإنجازات الأخلاقية البارزة، مثل قلّة عدد الحروب، وإلغاء العبودية، وإنهاء التعذيب وعقوبة الإعدام، والاقتراع العام، والليبرالية، والديمقراطية، والحقوق المدنية، والحريات، وزواج المثليين، وحقوق الحيوان، كل هذه أمثلة على التقدم التدريجي، الذي يتحقق بخطوات صغيرة تلو الأخرى.
ينتقد شيرمر التبريرات الدينية التاريخية للرق، والقسوة على الحيوانات، وكره النساء ورهاب المثلية، ويكتب أن انتشار القيم العلمية والمستنيرة قد خلق أساسًا أفضل للمجتمع المدني.